# Edisons 2012
De Edisons werden in 2012 uitgereikt als volgt
- 21 februari 2012 in het DeLaMar-theater in Amsterdam: Oeuvreprijs voor Kleinkunst/Comedy voor André van Duin[1]
- 15 juni 2012 in het Kurhaus te Scheveningen: Oeuvreprijs Klassiek voor Frans Brüggen[2]
- 15 juni 2012 in het Kurhaus te Scheveningen: Edison Klassiek voor:[3]
  - solist instrumentaal: pianist Kristian Bezuidenhout en violist Gottfried von der Goltz
  - solist vocaal: bariton Florian Boesch
  - debuut: pianist Hannes Minnaar
  - koor: L'Arpeggiata o.l.v. Christina Pluhar
  - kamermuziek: violiste Vilde Frang en pianist Michail Lifits
  - opera: Radio Filharmonisch Orkest o.l.v. Jaap van Zweden
  - orkest: Boedapest Festival Orkest o.l.v. Iván Fischer
  - document: "Arthur Rubinstein, The Complete Album Collection", een bundel van 142 cd's, twee dvd's en een boek, over pianist Arthur Rubinstein
  - ontdekking: orkest Les Siècles o.l.v. François-Xavier Roth
- 15 juni 2012 in het Kurhaus te Scheveningen: AVRO Edison Klassiek Publieksprijs voor harpiste Lavinia Meijer[4]
- 28 november 2012 in Muziekgebouw Eindhoven: Jazzism Publieksprijs voor saxofonist Bart Wirtz[5]
- 28 november 2012 in Muziekgebouw Eindhoven: Jazz/World voor:[6]
  - jazz nationaal: album "Testimoni" van componist Martin Fondse
  - jazz internationaal: trompettist Christian Scott
  - jazz vocaal: album "Be good" van jazzzanger Gregory Porter
  - dvd: documentaire "Under African Skies" van Paul Simon
  - world: cd van het Gurdjieff Folk Instruments Ensemble o.l.v. Levon Eskenian
  - bijzondere uitgave: cd-serie Jazz at the Concertgebouw
- 28 november 2012 in Muziekgebouw Eindhoven: Jazz Oeuvreprijs voor jazzzangeres Dee Dee Bridgewater[7]

## Edisons (Populair)
De "Edisons (Populair)" werden in 2012 niet uitgereikt.